# الأزمة السياسية الماليزية 2020
تُعتبر الأزمة السياسية الماليزية لعام 2020 (بالملايو: Kemelut politik Malaysia 2020) من الأزمات المستمرة في ماليزيا والتي أدَّت إلى استقالة مهاتير محمد من منصب رئيس الوزراء السابع وتعيين محيي الدين ياسين رئيسًا للحكومة الثامنة. بالإضافة إلى إسقاط حكومة تحالف الأمل (باكاتان هارابان) الائتلافية التي حكمت البلاد لمدة 21 شهر بعد فوزها الصادم وغير المسبوق في الانتخابات العامة الماليزية 2018.
بدأت الأزمة مع التحاق عدة أحزاب سياسية بقوى أخرى في محاولة منها لتشكيل حكومة جديدة من خلال الحصول على أغلبية المقاعد وعلى الدعم من ديوان الرعية، وهو المجلس الأدنى للبرلمان الماليزي، دون خوض انتخابات عامة. وقد أُجري ذلك من خلال انسحاب حزب سكان ماليزيا الأصليين المُتحدين (بيرساتو) من ائتلاف تحالف الأمل ومن خلال دعم العديد من النُّواب من حزب عدالة الشعب (بي كيه آر) بقيادة نائب رئيس الحزب محمد عزمين بن علي الذي غادر الحزب. ونتيجةً لذلك، قدَّم رئيس الوزراء مهاتير محمد استقالته.
بعد ذلك، التقى يانغ دي-برتوان أغونغ، عبد الله أحمد شاه، مع جميع أعضاء البرلمان وقادة الحزب السياسي لتقييم دعمهم لرئيس وزراء جديد. وفي النهاية، عيَّن أحمد شاه رئيس وزراء بيرتو محيي الدين ياسين لمنصب رئيس الوزراء الثامن. ثم أعلن محيي الدين حكومته الائتلافية في البرلمان تحت اسم التحالف الوطني (بي إن).
شهدت أربع ولايات أخرى وهي: جوهر وملقا وفيرق وقدح، حدوث بعض التغييرات المتعلقة بحكومات الولايات إذ حصلت حكومة التحالف الوطني على الأغلبية في المجالس التشريعية للولاية.

## الخلفية والشخصيات الرئيسية
فاز حزب باكاتان هارابان (تحالف الأمل)، وهو تحالف مكون من أربعة أحزاب سياسية، وهي حزب عدالة الشعب (بي كيه آر) وحزب سكان ماليزيا الأصليين المتحدين (بيرساتو) وحزب الثقة الوطني (الأمانة) وحزب العمل الديمقراطي (دي إيه بي)، بالانتخابات العامة الماليزية لعام 2018 ضد حزب باريسان ناسيونال الحاكم، الذي تولى السلطة في الحكومة الاتحادية لمدة 60 عام. انتُخِب مهاتير محمد، رئيس حزب بيرساتو المجلس ورئيس حكومة تحالف الأمل، لمنصب رئيس الوزراء السابع في ماليزيا، ما يجعله أكبر رئيس وزراء في العالم عن عمر يناهز 92 عام. وكان قد شغل منصب رئيس الوزراء الرابع من عام 1981 حتى عام 2003 تحت راية المنظمة الوطنية الماليزية المتحدة (يو إم إن أو)، وهي تابعة لحزب باريسان ناسيونال. غادر مهاتير محمد الحزب عام 2016 وأسَّس حزب بيرساتو لمعارضة نظام رئيس الوزراء السادس، نجيب عبد الرزاق، الذي ألحَّ على تقديم استقالته بعد فضيحة بنك التنمية الماليزي.
تصالح مهاتير مع منافسه السياسي السابق أنور إبراهيم، زعيم الحزب الشيوعي الإندونيسي، سعيًا منه للفوز بالانتخابات. وكان أنور يشغل منصب نائب رئيس الوزراء في الفترة من عام 1993 حتى عام 1998 قبل أن يُفصَل ويُزج بالسجن من عام 1998 حتى عام 2004 بتهمة الفساد. وقد سُجن مرةً ثانية في عام 2014 بتهمة ممارسة السدومية قبل تلقيه عفوًا ملكيًا في عام 2018 من اليانغ دي-برتوان أغونغ محمد الخامس (سلطان كلنتن). وعد مهاتير محمد بتسليم منصب رئيس الوزراء إلى أنور خلال عامين. واستقال من منصبه في 24 فبراير عام 2020.
شغل عزمين بن علي منصب نائب رئيس الحزب الشيوعي الإندونيسي إلى جانب منصب السكرتير الخاص لأنور إبراهيم في الفترة من عام 1993 حتى عام 1998. وقد تعرَّف عزمين علي على أنور إبراهيم عن طريق مهاتير واعتُبر آخر أبنائه المُتَّبنين. غادر عزمين علي المنظمة الوطنية الماليزية المتحدة تحت قيادة مهاتير لصالح الحزب الذي ترأسه أنور (الذي كان يُدعى آنذاك حزب العمل الشيوعي الماليزي (بارتي كادلان ناسيونال)، وقد أصبح أحد الأعضاء المؤسسين له، بعد دخول أنور السجن للمرة الأولى. وقد اختاره شرف الدين من سيلانجور، بدلًا من زوجة أنور، عزيزة إسماعيل، لمنصب رئيس وزراء سيلانجور أثناء مناورة سياسية مثيرة للجدل تُدعى حركة كاجانغ عام 2014. وقد تصالح مع مهاتير بعد الانتخابات العامة في عام 2018، وتخلى عن منصبه كرئيس للوزراء للانضمام إلى حكومة مهاتير وتعيينه لمنصب وزير الشؤون الاقتصادية. ومنذ ذلك الحين، تزعزعت العلاقة بين عزمين وأنور، مع اتهام عزمين بمحاولة منع أنور من حصوله على منصب رئيس الوزراء. بلغت هذه الأوضاع ذروتها في المؤتمر الوطني السنوي للحزب الشيوعي الإندونيسي في ديسمبر عام 2019، عندما أدلى أنور تصريحات غامضة حول فكرة الخيانة في خطابه السياسي، والذي كان من المُعتقد أنه كان يستهدف عزمين.
شغل محيي الدين ياسين منصب نائب رئيس المنظمة الوطنية الماليزية المتحدة إلى جانب منصب نائب رئيس الوزراء خلال الفترة من عام 2009 حتى عام 2015 في عهد رئيس الوزراء السادس، وشغل أيضًا محيي الدين ياسين منصب نائب رئيس الوزراء، نجيب عبد الرزاق. تم عزله من منصبه بعد أن انتقد نجيب لتورطه المزعوم في فضيحة بنك التنمية الأول، ليتم طرده في النهاية من الحزب في عام 2016. عاد إلى مجلس الوزراء بعد الانتخابات العامة لعام 2018 وتقلَّد منصب وزير الشؤون الداخلية. ثم عُيِّن لاحقًا لمنصب الوزير الثامن لرئيس وزراء ماليزيا بعد أسبوع من استقالة مهاتير.
يانغ دي-برتوان أغونغ، الاسم الذي يُشار إليه أحيانًا بملك ماليزيا، هو ملك ماليزيا الدستوري، ويتم التناوب على هذا المنصب بين حكام الملايو التسعة في كل خمس سنوات. وصاحب هذا المنصب يتمتع بصلاحيات تعيين رئيس الوزراء بناءً على من يعتقد أنه يحظى بتأييد الأغلبية من أعضاء البرلمان، وفقًا للمادة 43 من دستور ماليزيا. أما اليانغ دي-برتوان أغونغ الحالي، فهو عبد الله أحمد شاه الذي اعتلى العرش في يناير عام 2019.

## التأثير

### على الصعيد الفيدرالي
في 28 فبراير، قدَّم المُدعي العام، تومي توماس، رسالة استقالته إلى رئيس الوزراء المؤقت مهاتير محمد ولكن لم يوضح أي من الأسباب الذي دفعته لذلك. وجاء ذلك بعد أن تعرَّض لانتقادات شديدة بسبب قراره بعدم متابعة القضية التي رُفعت ضد اثني عشر فردًا هنديًا، من بينهم اثنان من النواب داخل الولاية، والذين اتُهموا بالارتباط مع حركة نمور التاميل (إل تي تي إي)، والتي أُدرجت ضمن قائمة المنظمات الموصوفة بالإرهابية في ماليزيا. وصرَّح لاحقًا لوسائل الإعلام بأنه قد تم تعيينه سياسيًا، وبما أن مهاتير قد قدَّم استقالته من منصب رئيس الوزراء، فمن الأفضل له تقديم استقالته أيضًا.
وفي 2 مارس، قدمت رئيسة مفوضية اللجنة الماليزية لمكافحة الفساد، لطيفة كويا، استقالتها من منصبها أيضًا. وقالت بأنها لم تتعرض لأي ضغوطات من أجل القيام بذلك وبأنها أرادت العودة إلى نشاطها باعتبارها داعية لحقوق الإنسان. وبذلك عُيِّن نائب رئيس قسم العمليات، عزام باكي، لمنصب المفوض الجديد في 9 مارس عام 2020.

### جائحة كوفيد -19
انتشرت جائحة كوفيد-19 العالمية في ماليزيا في أواخر يناير عام 2020. حدث أول انتشار محلي كبير في حدث ديني لجماعة التبليغ في كوالالمبور في أواخر فبراير عام 2020. مع ظهور الوباء كأزمة عالمية بحلول مارس عام 2020، شمل ماليزيا وسبب تداعيات اقتصادية واجتماعية وسياسية كبيرة.

## 2020

### 21 فبراير
عقد المجلس الرئاسي لتحالف الأمل اجتماعًا في وقت متأخر من الليل لمناقشة تسليم السلطة من مهاتير محمد إلى أنور إبراهيم، الذي اعتُبر «رئيس الوزراء المنتظر» كما كان موعودًا في انتخابات عام 2018. أفادت الأنباء أن أنور تنازل لمهاتير وسمح له باختيار موعده للاستقالة كرئيس للوزراء بعد قمة آبيك ماليزيا 2020 (منتدى التعاون الاقتصادي لدول آسيا والمحيط الهادئ) في نوفمبر. مع ذلك، أشارت التقارير إلى أن الاجتماع كان متوترًا وحادًا أثناء النقاش حول موعد مغادرة مهاتير. في وقت لاحق من شهر مايو، كشف تسجيل صوتي تم تسريبه للاجتماع أن رئيس حزب بيرساتو للشباب، سيد صديق بن سيد عبد الرحمن، ونائب رئيس حزب عدالة الشعب، عزمين، حذرا من أن مهاتير سيكون «رئيس وزراء فاشل» إذا وافق على جدول زمني. اعتقد أنصار أنور من حزب عدالة الشعب أنه يجب أن يصبح رئيسًا للوزراء بناءً على الموعد النهائي الموعود به في الأصل وهو عامين خلال فوز تحالف الأمل في الانتخابات في 9 مايو عام 2020.
في غضون ذلك، ذكرت مؤسسة رويترز أن مهاتير خطط لمنع أنور من تولي منصب رئيس الوزراء، على أن يتم تنفيذ الخطة بعد قمة آبيك. بدأ مهاتير في قبول منشقين من المنظمة الوطنية الملايوية المتحدة (أمنو) في حزبه، بيرساتو، وبدأ بالتودد إلى أحزاب المعارضة مثل الحزب الإسلامي الماليزي لكسب دعمها وتشكيل حكومة وحدة تحرره من وعده بتسليم السلطة لأنور. مع ذلك، أدت مطالبة مؤيدي أنور لمهاتير باختيار موعد التسليم إلى قيام حلفاء مهاتير بتغيير خطتهم، التي نُفذت في 23 فبراير.

### 23 فبراير
في 23 فبراير عام 2020، عقدت عدة أحزاب سياسية اجتماعات استثنائية. اجتمع حزب بيرساتو في مقره الرئيسي في مؤسسة مينارا ياياسان سيلانجور في مدينة بيتالينغ جايا، اعتكف تحالف الوفاق الوطني بين أمنو والحزب الإسلامي الماليزي في قرية جاندا بيك، ولاية فهغ، واجتمع المجلس الأعلى لأمنو في مركز بوترا التجاري العالمي، وأعضاء برلمان غابونغان بارتي ساراواك (تحالف أحزاب ساراواك) في كوالالمبور.
عقد عزمين علي، نائب رئيس حزب عدالة الشعب ووزير الشؤون الاقتصادية، اجتماعاً مع عدد من المشرعين من الحزب وعشرين آخرين في فندق شيراتون في بيتالينغ جايا، وسط شائعات عن بدء تشكيل حكومة ائتلافية جديدة. أُبلغ عن الحدث على نطاق واسع في وسائل الإعلام المحلية وسُمي لانجكا شيراتون أو شيراتون موف.
ذهب عزمين مع فصيلته من حزب عدالة الشعب إلى إستانا نيجارا في المساء لتدبير لقاء مع الحاكم يانغ دي-برتوان أغونغ. حضر أيضًا قادة من خمسة أحزاب سياسية أخرى؛ حضر محيي الدين ياسين من حزب بيرساتو، وهو أيضًا وزير الشؤون الداخلية، وأحمد زاهد حميدي من حزب أمنو، وعبد الهادي أوانج من الحزب الإسلامي الماليزي، وأبانج جوهاري أوبنج من حزب غابونغان بارتي ساراواك، ومحمد شافعي بن أفضل من حزب تراث الصباح. اعتُقد أن القادة كانوا هناك لإطلاع أغونغ على التطورات السياسية الأخيرة؛ تشكيل حكومة ائتلافية جديدة وإعلان دعمهم لرئيس وزراء جديد، ما يؤدي فعليًا إلى إحالة رئيس حزب عدالة الشعب، أنور إبراهيم، من منصبه. بعد الاجتماع، انضم العديد من قادة أحزاب المعارضة، بمن فيهم إسماعيل صبري يعقوب من حزب أمنو، وعبد هادي أوانج من الحزب الإسلامي الماليزي، إلى أنصار عزمين في فندق شيراتون.
في بث مباشر على فيسبوك لجلسة صلاة المساء في منزل أنور، قال أنور إن شخصًا ما أبلغه بارتكاب «خيانة» من قبل «أصدقاء سابقين من حزب بيرساتو ومجموعة صغيرة من حزب عدالة الشعب». في وقت لاحق، ادعى عزمين، في بيان، أن تصرفه كان لحماية مهاتير، الذي أُجبر على اختيار موعد لتسليم السلطة خلال اجتماع تحالف الأمل الرئاسي في 21 فبراير. كان الإقرار الرسمي المقدم إلى أغونغ بمثابة تعزيز الدعم لمهاتير، وليس لانتخاب رئيس وزراء جديد. وأضاف أن الخائن الحقيقي كان الفصيلة التي حاولت الاستحواذ على سلطة مهاتير.

### 24 فبراير
في الصباح: التقى كل من نائب رئيس الوزراء، أنور إبراهيم؛ وزوجته، وان عزيزة إسماعيل؛ ورئيس حزب الثقة الوطنية، مات سابو؛ والأمين العام لحزب العمل الديمقراطي، ليم غوان إنج، بمهاتير في مكان إقامته للحصول على توضيحات بشأن الحادث. صرح أنور لاحقًا أنه راضٍ عن نتيجة الاجتماع، إذ أوضح مهاتير أن لا علاقة له باتفاق تشكيل حكومة ائتلافية جديدة.
عقد حزب عدالة الشعب مؤتمرًا صحفيًا في الساعة 2 بعد الظهر حيث أعلن الأمين العام للحزب، سيف الدين ناسوتيون إسماعيل، أن عزمين ووزيرة الإسكان والحكم المحلي، زوريدا بنت قمرالدين، وهي أيضاً نائبة رئيس حزب عدالة الشعب، قد أُقيلوا من الحزب. أوضح سيف الدين أنهم طُردوا بسبب أفعالهم في 23 فبراير والتي كانت مخالفة لمبدأ الحزب فيما يتعلق بمنصب رئيس الوزراء. أعلن عزمين في وقت لاحق أنه سيشكل كتلة مستقلة في البرلمان مع زوريدا وتسعة آخرين من أعضاء البرلمان. كانوا قد قرروا الخروج من الحزب بعد طرده.
بعد ظهر يوم 24 فبراير، أكد مكتب رئيس الوزراء أن مهاتير أرسل خطاب استقالته إلى أغونغ. بعد نصف ساعة، أعلن أيضًا استقالته من منصبه كرئيس لحزب بيرساتو بعد أن أعلن محيي الدين انسحاب الحزب من تحالف الأمل. حاول أغونغ إقناع مهاتير بعدم الاستقالة، لكن الأخير أصر. ثم قبل أغونغ استقالته وعينه رئيسًا مؤقتًا للوزراء حتى يتم اختيار رئيس وزراء جديد. تم حل مجلس الوزراء الماليزي، بموجب المادة 43 (5) من دستور ماليزيا. فقد تحالف الأمل أغلب أعضائه في البرلمان بعد انسحاب حزب بيرساتو وفصيلة حزب عدالة الشعب بقيادة عزمين علي المكونة من أحد عشر عضوًا من البرلمان من التحالف في الساعة الثانية مساءً. ثم أعلن مفوض عن القصر أن أغونغ سيجري مقابلات مع جميع النواب الـ221، باستثناء مهاتير، لتقييم دعمهم لمرشحي رئاسة الوزراء. عقدت المقابلات يومي 25 و26 فبراير، بحضور 90 نائبًا عن الحزب الأول و 131 نائبًا عن الثاني.